# The Honeymoon: First, Second and Third Class
The Honeymoon: First, Second and Third Class è un cortometraggio muto del 1904 diretto da Lewin Fitzhamon.

## Trama
Tre coppie in luna di miele in tre diverse carrozze ferroviarie: di prima, di seconda e di terza classe.

## Produzione
Il film fu prodotto dalla Hepworth.

## Distribuzione
Distribuito dalla Hepworth, il film - un cortometraggio della lunghezza di 38 metri - uscì nelle sale cinematografiche britanniche nel giugno 1904.
Non si hanno altre notizie del film che si ritiene perduto, forse distrutto nel 1924 quando il produttore Cecil M. Hepworth, ormai fallito, cercò di recuperare l'argento del nitrato fondendo le pellicole.